# Château Henri IV (Bergerac)
Le château Henri IV, aussi appelé hôtel des Peyrarède ou maison Peyrarède, est un ensemble de bâtiments qui forment un îlot. Il est situé au croisement de la rue de l'Ancien-Pont et de la rue des Rois-de-France au centre de Bergerac (Dordogne).

## Histoire
Cet hôtel particulier fut édifié dans les années 1600 par les Peyrarède, une riche famille de marchands qui jouèrent un rôle politique à Bergerac durant les XVIe – XVIIe siècles ; on peut aussi citer Jean de Peyrarède, poète dans les années 1640-1650.
Il possède une tourelle d'angle. Il est inscrit aux monuments historiques en 1947.

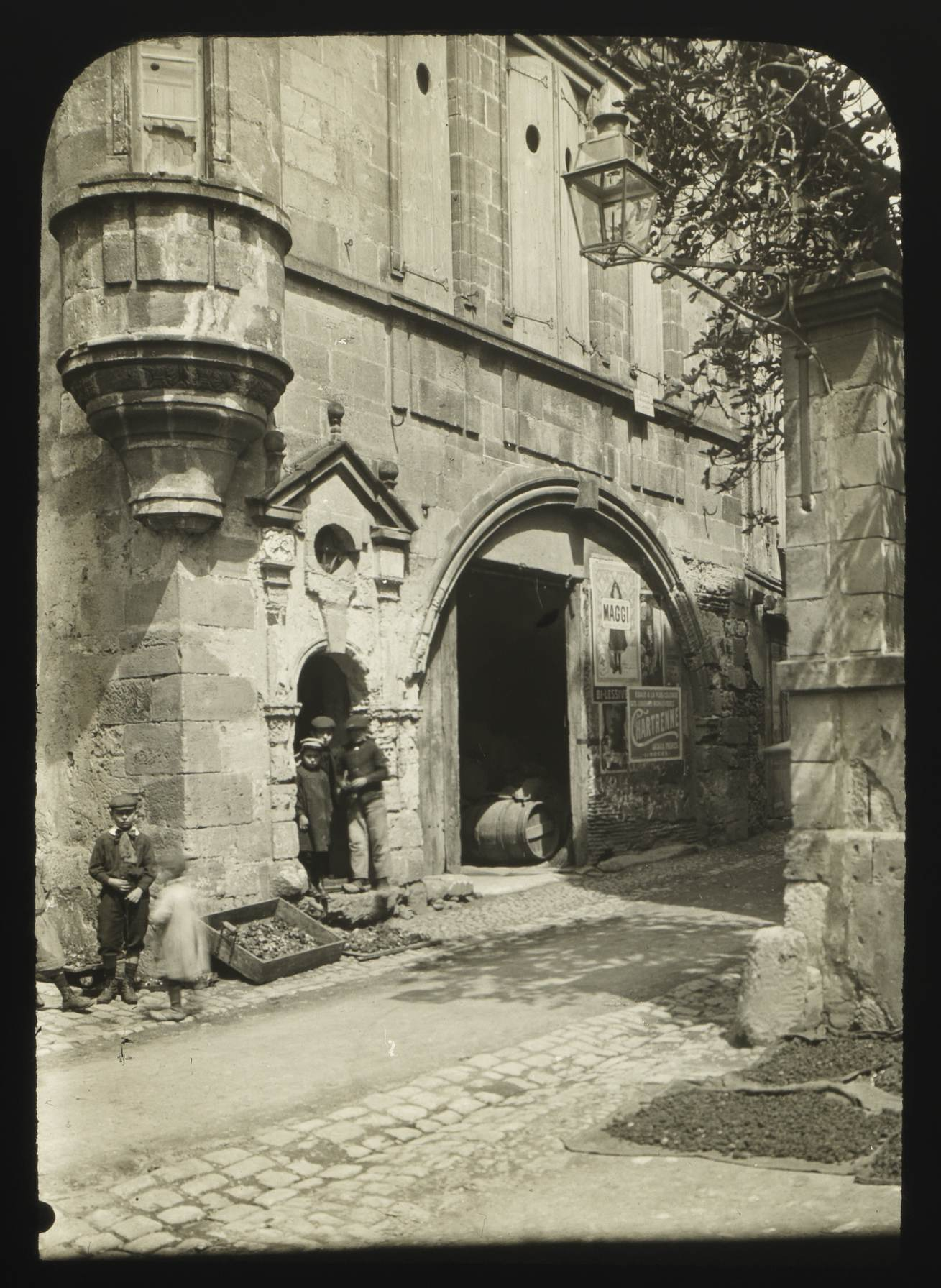
Photo ancienne de Jean-Auguste Brutails.
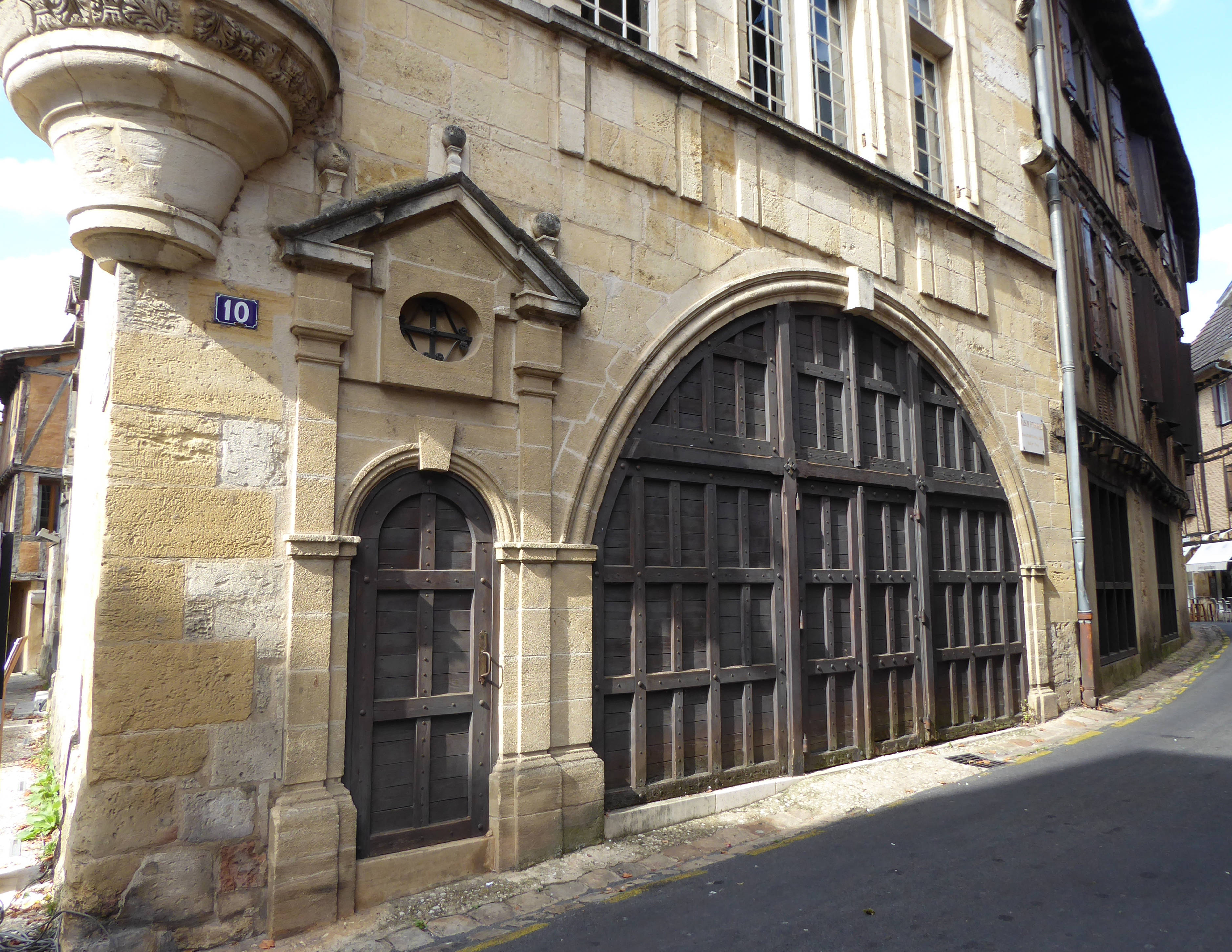
Même vue de nos jours.
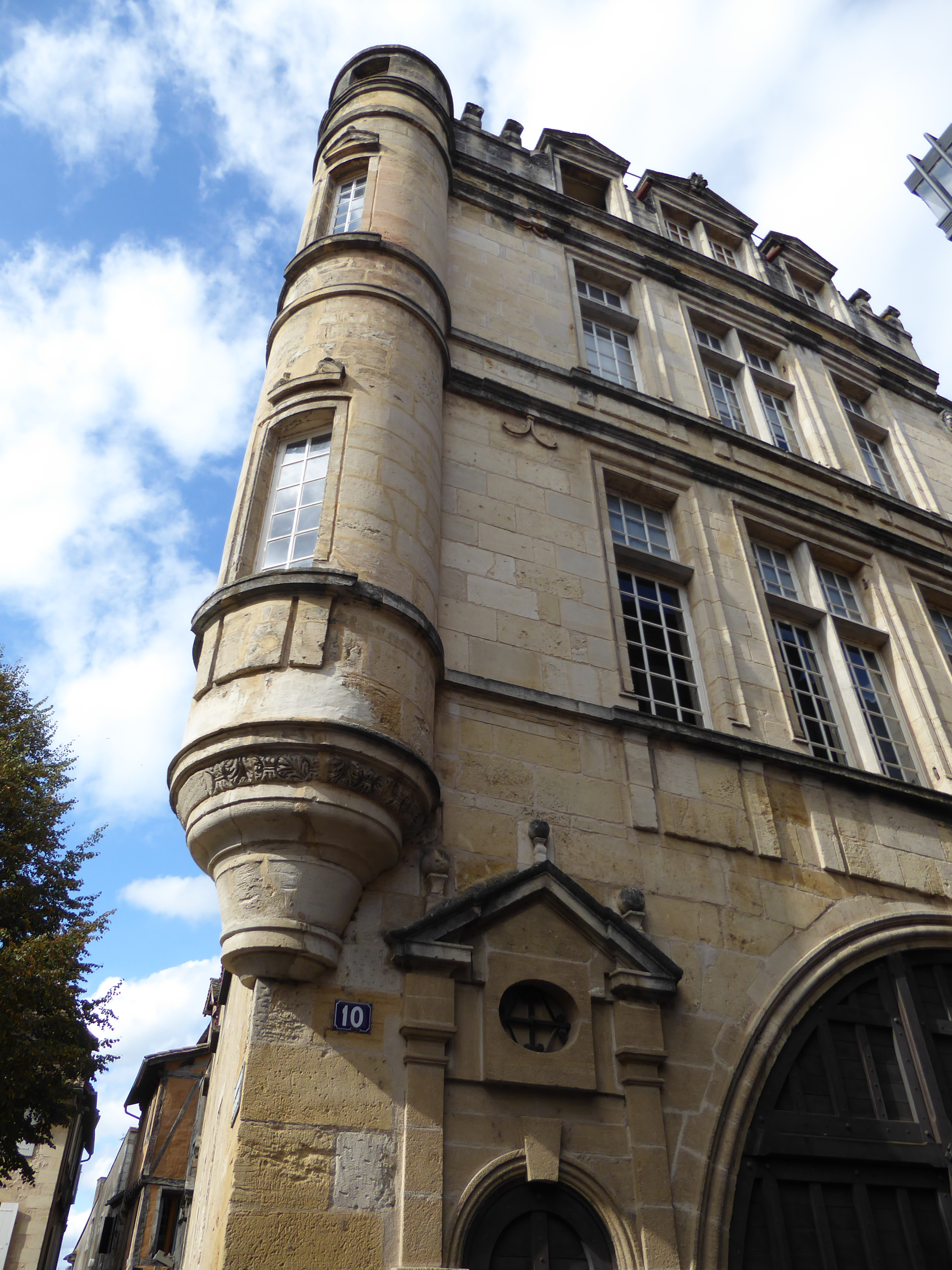
Détail de la tourelle.

## Musée du Tabac
Depuis 1983, il abrite les collections du musée du Tabac, classé d'intérêt national, qui est unique en France. Il fait écho à l'histoire de la tabaculture dans la vallée de la Dordogne. Il a hérité d'une partie des collections du musée-galerie de la Seita (Paris).